# Nizozemska Davis Cup reprezentacija
Nizozemska Davis Cup reprezentacija je nacionalni teniski sastav Nizozemske koji predstavlja zemlju na međunarodnom reprezentativnom teniskom natjecanju Davis Cupu.
Nizozemska je dosad svoj najveći reprezentativni uspjeh ostvarila 2001. godine kada je stigla do polufinala Davis Cupa. Tada je na domaćem terenu u Rotterdamu s tjesnih 3:2 poražena od kasnije pobjednice Francuske. Nizozemsku reprezentaciju su tada predstavljali Raemon Sluiter, Sjeng Schalken, Paul Haarhuis i Jan Siemerink.

## Trenutni roster
- Robin Haase
- Igor Sijsling
- Thiemo de Bakker
- Jean-Julien Rojer

## Vanjske poveznice
- Davis Cup.com - Netherlands